# 梅恩罗克
梅恩罗克（法語：Maen Roch，法語發音：[mɛn ʁɔk]）是法国伊勒-维莱讷省的一个市镇，位于该省东北部，属于富热尔-维特雷区。

## 地名
该地名中“梅恩”（Maen）和“罗克”（Roch）分别为布列塔尼语和加洛语的“岩石”一词。

## 历史
梅恩罗克成立于2017年1月1日，由以下两个市镇合并而成：
- 圣布里斯昂科格勒（Saint-Brice-en-Coglès）
- 圣艾蒂安昂科格勒（Saint-Étienne-en-Coglès）

其中圣布里斯昂科格勒为政府驻地。

## 地理
梅恩罗克（48°24'38"N, 1°22'1"W）面积39.11 平方千米，位于法国布列塔尼大區伊勒-维莱讷省，该省份为法国西北部沿海省份，位于布列塔尼半岛东部，北濒大西洋，西接阿摩尔滨海省和莫尔比昂省，南至大西洋卢瓦尔省，西南端接曼恩-卢瓦尔省，东临马耶讷省，东北与芒什省接壤。
与梅恩罗克接壤的市镇（或旧市镇、城区）包括：莱波特迪科格莱、圣日耳曼昂科格勒、圣索沃尔德朗德、圣伊莱尔德朗德、圣马克勒布朗、瓦勒库埃农。
梅恩罗克的时区为UTC+01:00、UTC+02:00（夏令时）。

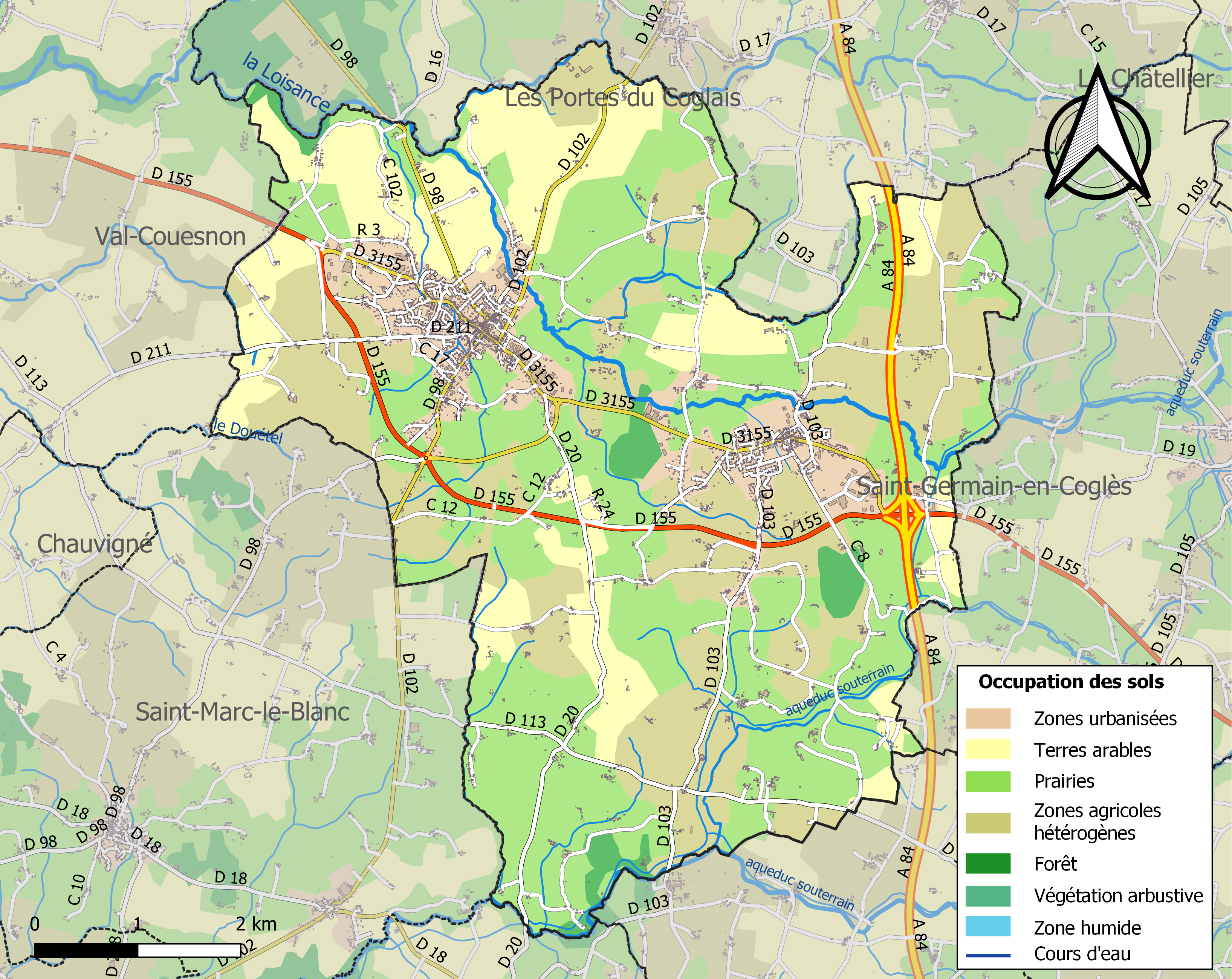
梅恩罗克的OSM定位图

## 行政
梅恩罗克的邮政编码为35460，INSEE市镇编码为35257。

## 政治
梅恩罗克所属的省级选区为瓦勒库埃农县。

## 人口
梅恩罗克于2022年1月1日时的人口数量为5093人。